# 東京大神宮
東京大神宮（とうきょうだいじんぐう）是位在日本東京都千代田區的神社。「東京五社」之一，原為皇大神宮遙拜殿（現神社本廳的別表神社）。是東京有名的結緣、祈求戀愛運的神社。

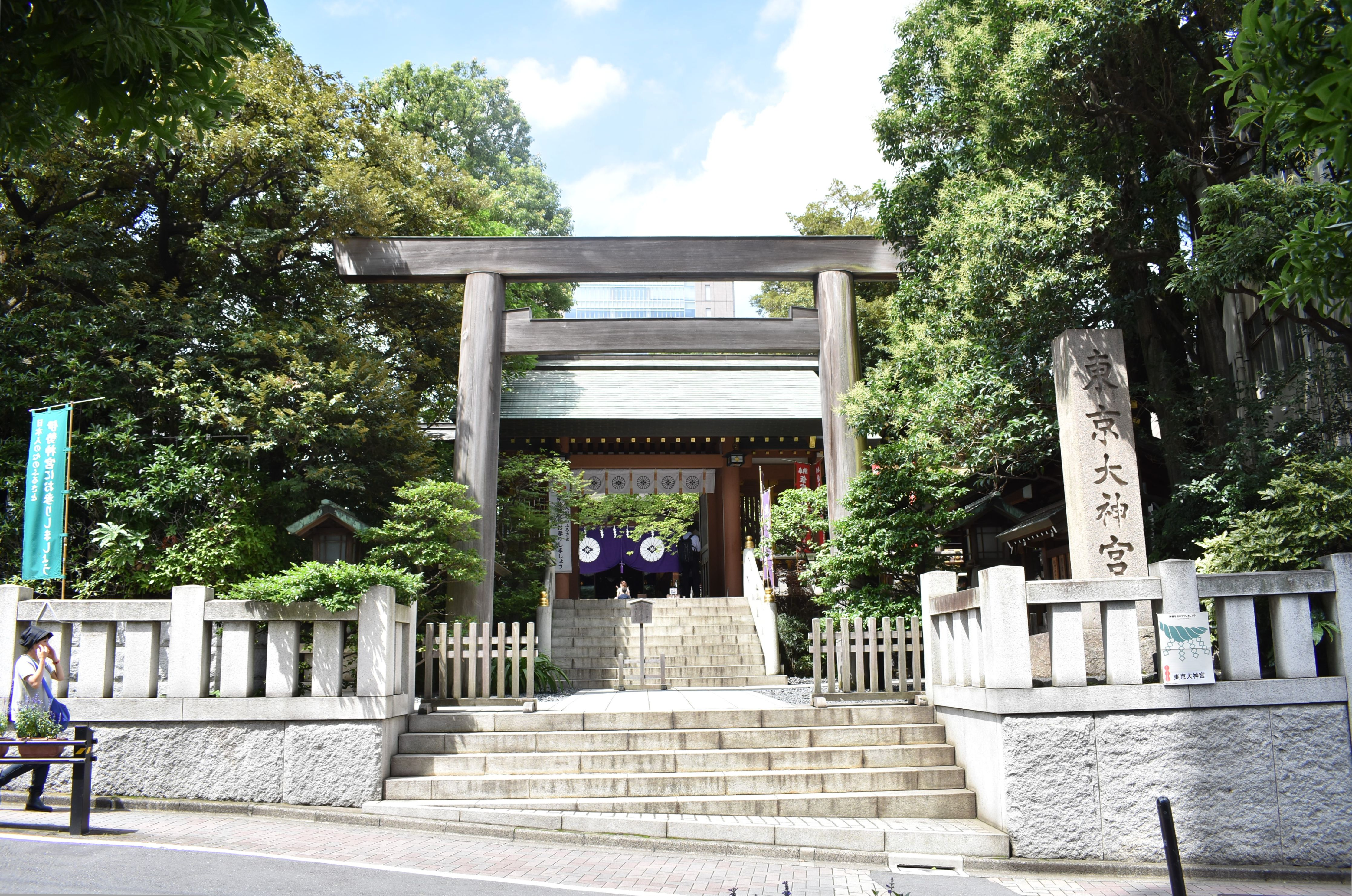
鳥居

## 御祭神
天照皇大神・豐受大神為主祭神，相殿祭祀天之御中主神・高御產巢日神・神御產巢日神・倭比賣命。

## 脚注
1. ↑  其他四社是大國魂神社、靖國神社、日枝神社、明治神宮  （页面存档备份，存于）

## 關連項目
- 伊勢神宮

## 外部連結
- 官方网站 （日語）